# Fallen (1998)
Fallen (bra: Possuídos; prt: A Queda, ou Anjos do Mal) é um filme norte-americano de 1998, um suspense sobrenatural dirigido por Gregory Hoblit e estrelado por Denzel Washington, John Goodman, Donald Sutherland e Embeth Davidtz.

## Elenco
- Denzel Washington como Detetive John Hobbes
- John Goodman como Detetive Jonesy
- Donald Sutherland como Tenente Stanton
- Embeth Davidtz como Gretta Milano
- James Gandolfini como Lou
- Elias Koteas como Edgar Reese
- Gabriel Casseus como Art
- Michael J. Pagan como Sam Hobbes
- Robert Joy como Charles Olom

## Sinopse
Após a execução do serial killer Edgar Reese (Elias Koteas) na câmara de gás, o policial e detetive John Hobbes (Denzel Washington) acredita que parte dos seus problemas terminaram, mas logo repara que pessoas na rua cantam a mesma melodia que o criminoso cantou na sua execução. A partir desse ponto, o policial conclui que todos estavam possuídos por Azazel, um anjo amaldiçoado que não tem forma mas que com um simples toque consegue penetrar em quase todas os seres vivos. Quando Hobbes é forçado a matar um professor, que estava possuído pelo espírito, fica claro que ele precisa proteger as pessoas desta entidade demoníaca.